# Themeda pseudotremula
Themeda pseudotremula là một loài thực vật có hoa trong họ Hòa thảo. Loài này được Potdar & al mô tả khoa học đầu tiên năm 2003.